# Louise Winblad
Louise Edlund Winblad, född 3 augusti 1981 i Valdemarsvik, är en svensk serietecknare och illustratör.
Winblad är utbildad lärare. År 2013 startade hon bloggen Hejhejvardag där hon illustrerar och skriver humoristiskt om småbarnsliv och föräldraskap. År 2017 sade hon upp sig från sin lärartjänst för att på heltid arbeta som influerare och illustratör. Förutom egna serieböcker har Winblad bland annat illustrerat två böcker om mammakroppen tillsammans med Mia Fernando och en serie hästböcker för barn med Peppe Öhman. Hon har även illustrerat barnböcker tillsammans med Asabea Britton, Anne-Marie Körling och Lisa Hyder.
Sedan 2022 skriver och illustrerar hon barnboksserien om Eli på Nypon förlag.
Louise Winblad driver även två poddar, Soffhäng med Hejhejvardag samt Louise och Julia poddar, den senare tillsammans med Julia Wiberg.